# Saint-Étienne-en-Dévoluy (tổng)
Tổng Saint-Étienne-en-Dévoluy là một tổng của Pháp nằm ở tỉnh Hautes-Alpes trong vùng Provence-Alpes-Côte d'Azur.

## Địa lý
Tổng này được tổ chức xung quanh Saint-Étienne-en-Dévoluy thuộc quận Gap. Độ cao thay đổi từ 950 m (Saint-Disdier) đến 2755 m (Saint-Disdier) với độ cao trung bình 1206 m.

## Hành chính
| Giai đoạn | Ủy viên            | Đảng | Tư cách |
| --------- | ------------------ | ---- | ------- |
| 2008-2014 | Jean-Marie Bernard | DVD  |         |
| 2001-2008 | Jean-Marie Bernard | DVD  |         |

## Các đơn vị cấp dưới
Tổng Saint-Étienne-en-Dévoluy gồm 4 xã với dân số là 945 người (điều tra năm 1999, dân số không tính trùng)
| Xã                       | Dân số | Mã bưu chính | Mã insee |
| ------------------------ | ------ | ------------ | -------- |
| Agnières-en-Dévoluy      | 212    | 05250        | 05002    |
| La Cluse                 | 54     | 05250        | 05042    |
| Saint-Disdier            | 141    | 05250        | 05138    |
| Saint-Étienne-en-Dévoluy | 538    | 05250        | 05139    |

## Biến động dân số
| 1962                                                     | 1968 | 1975 | 1982 | 1990 | 1999 |
| -------------------------------------------------------- | ---- | ---- | ---- | ---- | ---- |
| 765                                                      | 869  | 885  | 910  | 929  | 945  |
| Nombre retenu à partir de 1962 : dân số không tính trùng |      |      |      |      |      |